# Smith & Wesson 3000
 (février 2015).
Si vous disposez d'ouvrages ou d'articles de référence ou si vous connaissez des sites web de qualité traitant du thème abordé ici, merci de compléter l'article en donnant les références utiles à sa vérifiabilité et en les liant à la section « Notes et références ».
Le fusil à pompe S&W model 3000 fut produit par la firme américaine Smith & Wesson au début des années 1980 pour succéder au  Smith & Wesson 916. S&W a ensuite vendu ses droits à la société Mossberg et ce FAP devint le Mossberg 3000.

## Description
Ce fusil à pompe est de type classique. Son aspect extérieur est proche du Remington 870 mais son pontet est plus épais. Il est équipé d'un percuteur interne et d'un magasin tubulaire. C'est l'élévateur qui verrouille la culasse en prenant appui sur la carcasse. La fenêtre d'éjection est à droite du boîtier de carcasse tandis que le fond de ce dernier comprend la portière d'alimentation. La monture est en noyer américain mais la version Police est équipée d'une poignée pistolet et d'une crosse repliable latéralement.

## Fiche techniques
« Version Chasse »
« Version Police »